# Det Nationalhistoriske Museum på Frederiksborg Slot
Det Nationalhistoriske Museum på Frederiksborg Slot er et kulturhistorisk museum hjemmehørende på Frederiksborg Slot i Hillerød. Museet rummer en kronologisk samling af blandt andet portrætter, historiemalerier, møbler, kunstindustri, der belyser Danmarks historie fra kristendommens indførelse til nyeste tid. Museet er en særlig afdeling af Carlsbergfondet.

## Museets oprettelse
Museet blev egentlig oprettet som følge af en tragedie. I 1859 nedbrændte Frederiksborg Slot grundet uforsigtighed ved optænding i en kamin. Slotskirken og Audienshuset var nogenlunde uskadte, men ellers stod kun sodede ydermure tilbage. Man blev dog hurtigt enige om, at slottet skulle genopføres, og midlerne hertil skaffedes via en landsindsamling samt ved bidrag fra staten og kong Frederik 7. Allerede i 1865 var slottets ydre genopbygget, men i det indre stod kun de rå rum. Det havde hidtil været tanken at genindrette slottet til kongebolig, men regeringen var umiddelbart ikke villige til at ofre midlerne til indretningen. Carlsberg-bryggeren J.C. Jacobsen foreslog nu, at Frederiksborg blev indrettet til et nationalhistorisk museum, som man kendte det fra bl.a. Versailles i Paris. Jacobsen tilbød endvidere at bekoste indretningen af slottet. Forslaget blev godkendt, og museet blev oprettet i 1878. 1. februar 1882 kunne man åbne det første dele af slottet for publikum. I 1904 åbnede mindestuen for digteren Adam Oehlenschläger, med genstande fortrinsvis doneret af hans svigerdatter Bodil Oehlenschläger ved et gavebrev i 1879.